# Kazemattenmuseum
Het Kazemattenmuseum is een oorlogsmuseum in Kornwerderzand in de Nederlandse provincie Friesland.

## Beschrijving
Het museum bij de Afsluitdijk ligt ten westen van de schutsluis van de Lorentzsluizen. In 2010-2011 werd het bezoekerscentrum vernieuwd en uitgebreid. Het bestaat uit een bezoekerscentrum, een aantal kazematten (commandokazemat, keuken/ luchtdoelremisekazemat, mitrailleurkazemat, kanonkazemat en zoeklichtkazemat) en een wachtlokaal.
Het museum geeft informatie over de Slag om de Afsluitdijk bij de Duitse aanval op Nederland in 1940:
- De Stelling Kornwerderzand
- De Wonsstelling
- De kanonneerboot Johan Maurits van Nassau (gezonken op 14 mei 1940)
- De neergestorte Lockheed Hudson
- In de filmzaal zijn ook films te zien met interviews met veteranen die hier hebben gediend.

## Monumenten
Ter gedachtenis zijn drie monumenten opgericht: voor de gevallenen in de Wonsstelling, voor de opvarenden van de kanonneerboot en voor kapitein Christiaan Boers en ondercommandant luitenant Ham.

## Afbeeldingen

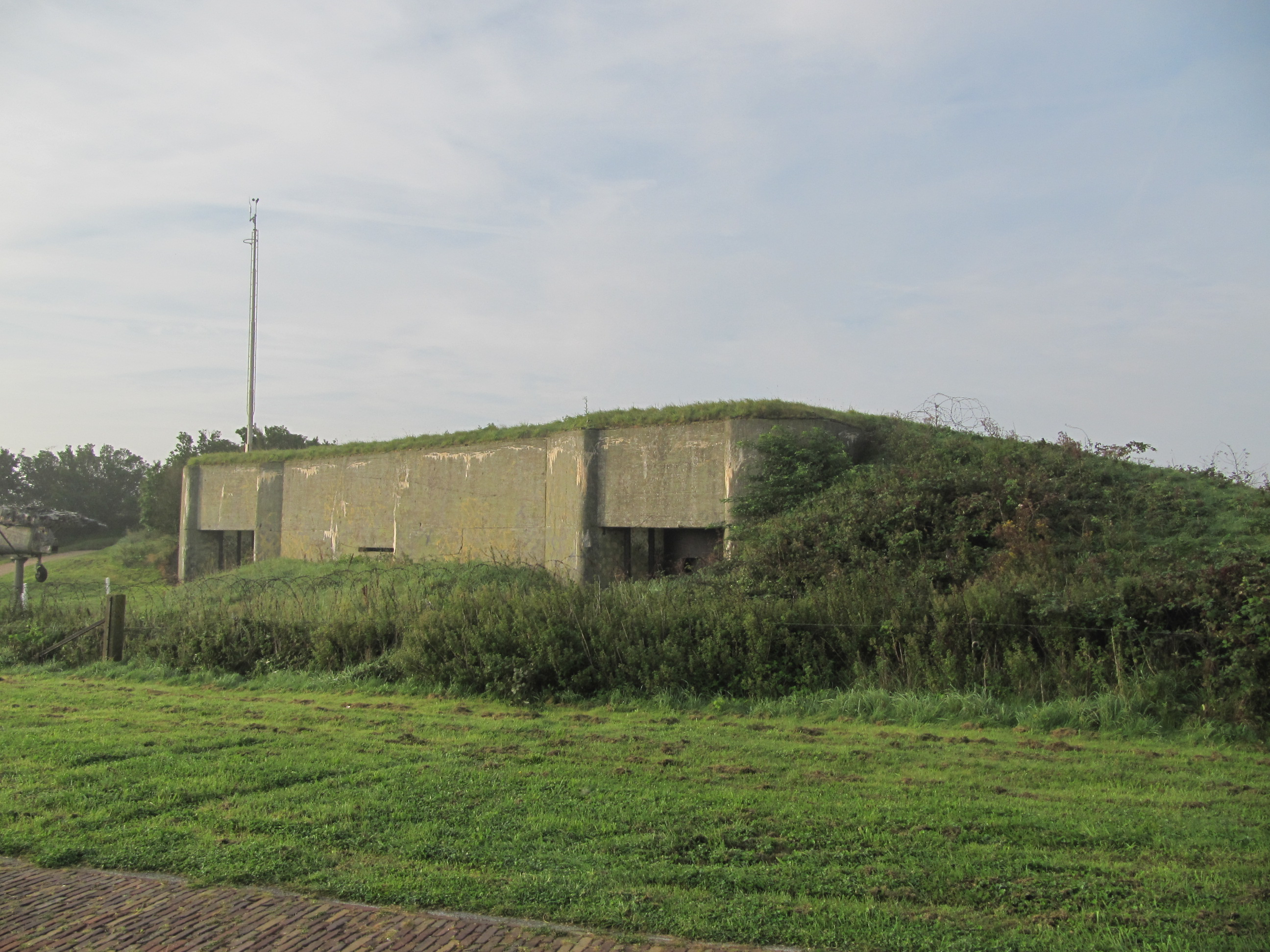
Kanonkazemat
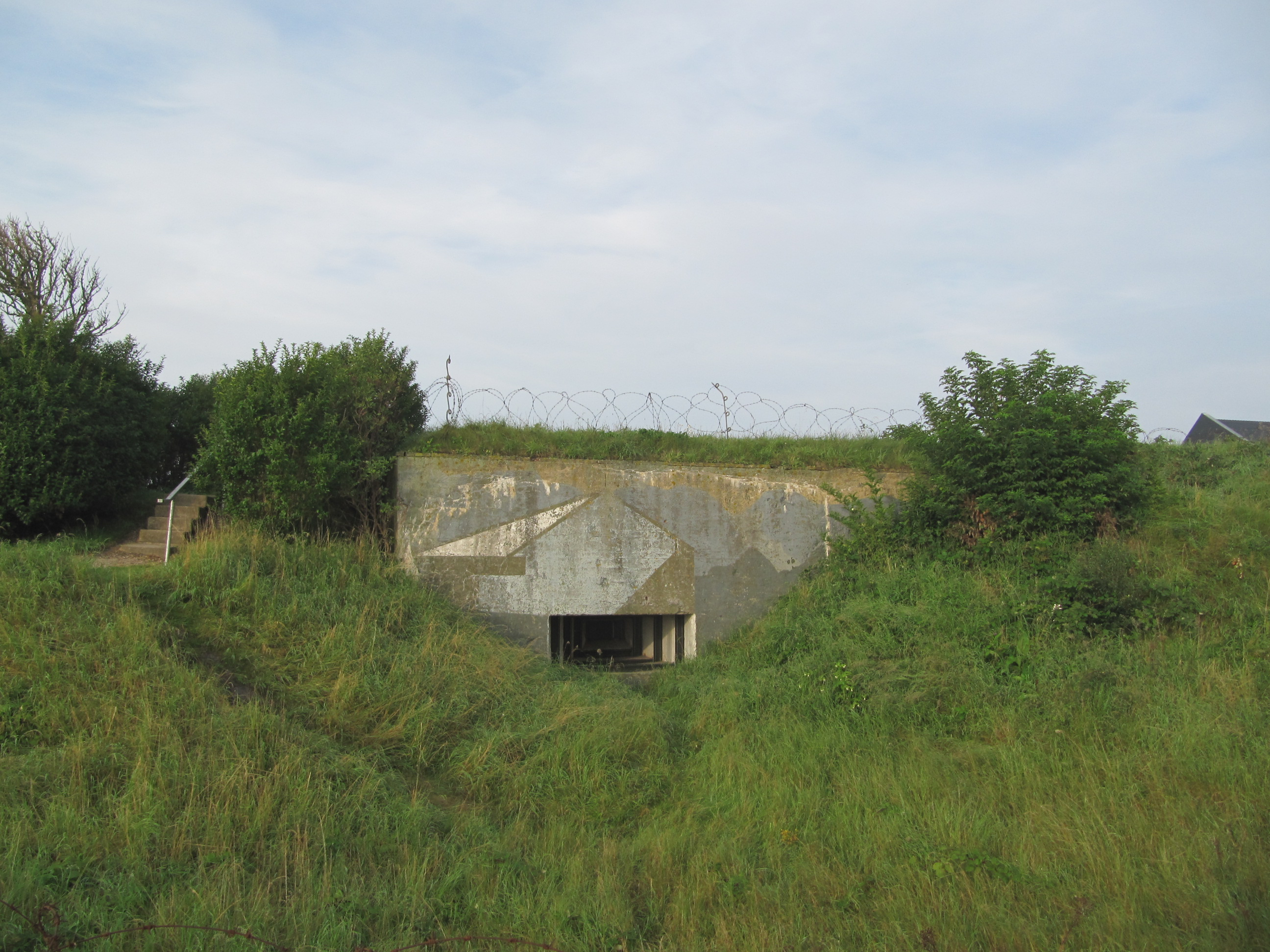
Commandokazemat
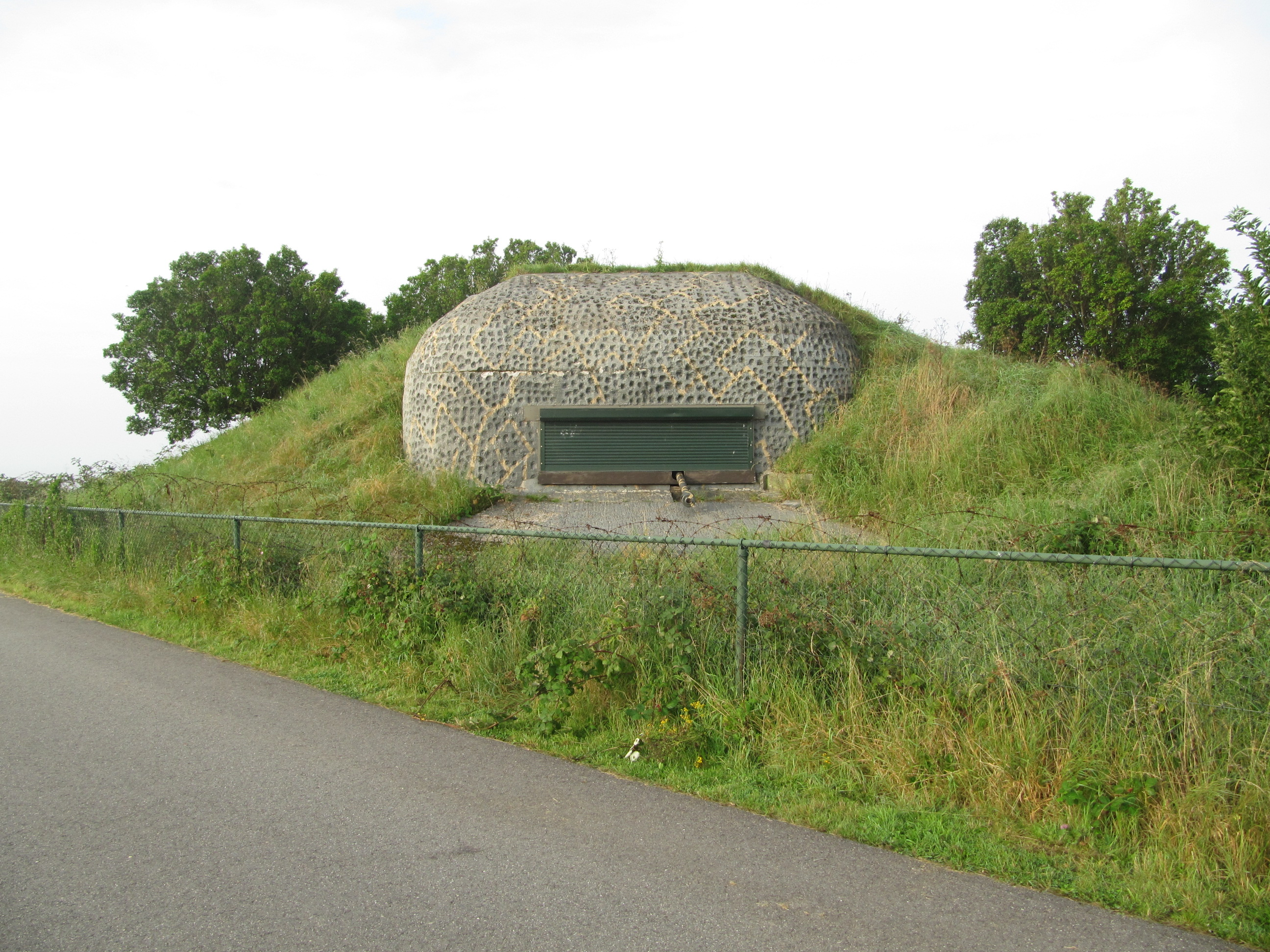
Duits kanonkazemat
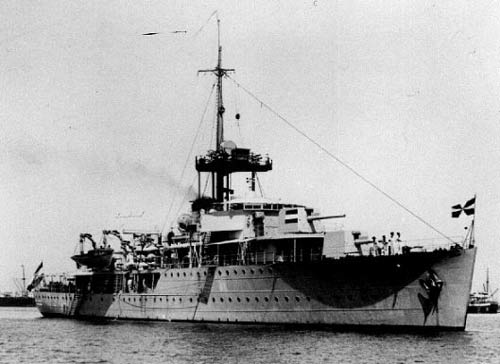
Kanonneerboot Johan Maurits van Nassau
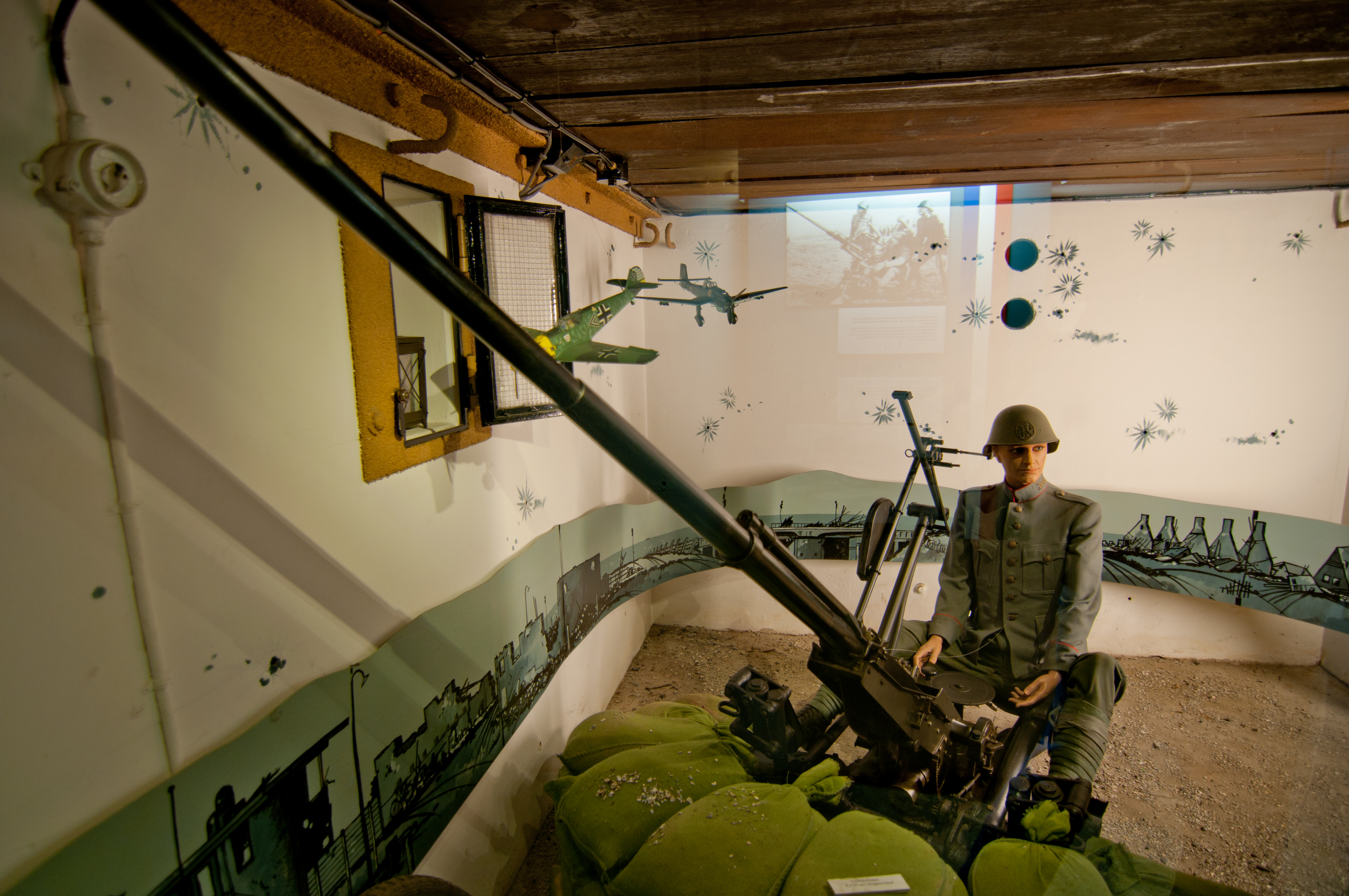
Museum